# Macédoine-Centrale
Pour les articles homonymes, voir Macédoine.
La Macédoine-Centrale (en grec moderne : Κεντρική Μακεδονία, Kentrikí Makedonía) est une des treize périphéries de Grèce divisée en sept districts régionaux : Chalcidique, Imathie, Kilkis, Pella, Piérie, Serrès et Thessalonique. Depuis le programme Kallikratis de 2011, cette région fait également partie du diocèse décentralisé de Macédoine-Thrace.

## Géographie
Le mont Athos est contigu géographiquement au sud-est.